# Chuťovka

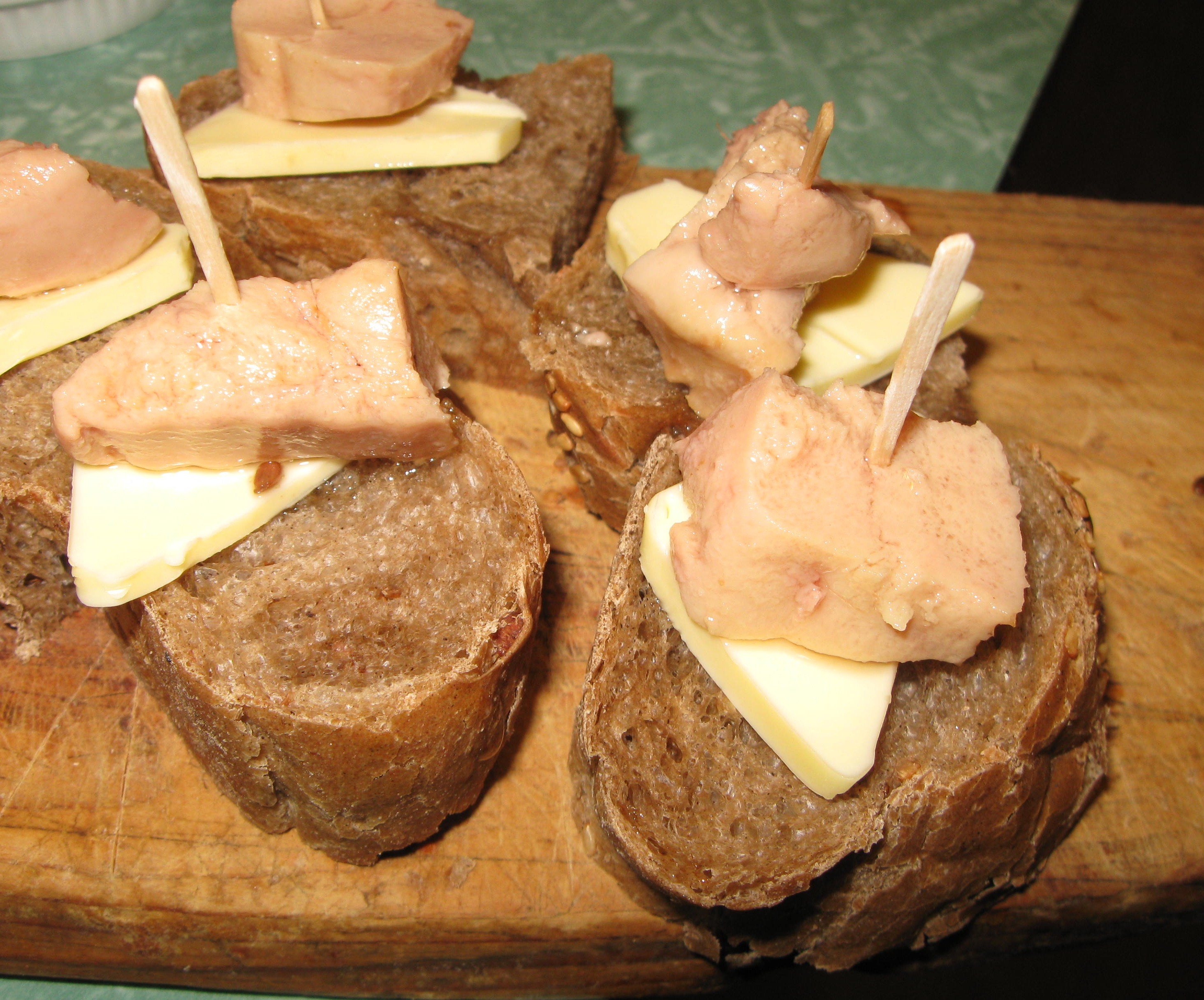
Jednohubky z tresčích jater

Jednohubka nebo neutrálně chuťovka je druh chlebíčku, jenž se servíruje při různých slavnostních akcích a oslavách jako konzumační doplněk k pití nebo pro povzbuzení chuti a který může mít celou řadu variací. 

## Charakteristika
Jedná se o malý kousek chleba, veky, rohlíku, případně jiného pečiva, který se servíruje společně s pomazánkou a dalšími přísadami, jako jsou salámy, sýry, zelenina, ovoce apod. V jednohubkách bývají často zapíchnutá dřevěná, případně plastová párátka, která drží jednotlivé části pohromadě a slouží k jejich uchopení.
Při akcích slavnostního charakteru se někdy podávají též malé chlebíčky, takzvané kanapky neboli koktejlové chlebíčky, které jako chuťovky stojí někde mezi klasickým chlebíčkem a jednohubkou. Španělskou variantu představuje tapas.